# Bayrischhof
Die Einöde Bayrischhof ist ein Gemeindeteil der Gemeinde Krummennaab im oberpfälzischen Landkreis Tirschenreuth.

## Geografie
Die Siedlung steht etwa zwei Kilometer nordwestlich von Thumsenreuth und zwei Kilometer südsüdwestlich von Friedenfels linksseits über dem Grenzbach auf einer Höhe von 517 m ü. NHN.

## Geschichte
Die Einöde entstand als Vorwerk des Schlosses Thumsenreuth. Ihr Name ist darauf zurückzuführen, dass sie als einzige Thumsenreuther Besitzung jenseits des Grenzbachs und damit außerhalb des Gemeinschaftsamtes Parkstein-Weiden im Gebiet Kurbayerns lag. Zwischen 1838 und 1877 baute man in der Nähe der Siedlung Braunkohle ab.  Gemeinsam mit Thumsenreuth wurde der Einödhof im Zuge der Gebietsreform in Bayern 1972 nach Krummennaab eingemeindet.

## Verkehr
Bayrischhof liegt etwa 500 Meter westlich der Staatsstraße 2121 zwischen Thumsenreuth und Friedenfels. Über die nahegelegenen Haltestellen Grenzbachbrücke und Schmierofen besteht Anschluss an das Linienbusnetz von Regionalbus Ostbayern.